# Discovery Channel (wielerploeg)/2006
Deze pagina geeft een overzicht van de wielerploeg Discovery Channel in 2006.
| Naam                  | Geboortedatum | Nationaliteit       | Ploeg 2005             |
| --------------------- | ------------- | ------------------- | ---------------------- |
| José Azevedo          | 19-09-1973    | Portugal            |                        |
| Michael Barry         | 18-12-1975    | Canada              |                        |
| Manuel Beltrán        | 28-05-1971    | Spanje              |                        |
| Fumiyuki Beppu        | 10-04-1983    | Japan               |                        |
| Volodymyr Bileka      | 06-02-1979    | Oekraïne            |                        |
| Janez Brajkovič       | 18-12-1983    | Slovenië            |                        |
| Tom Danielson         | 13-03-1978    | Verenigde Staten    |                        |
| Stijn Devolder        | 29-08-1979    | België              |                        |
| Vladimir Goesev       | 04-07-1982    | Rusland             | Team CSC               |
| Roger Hammond         | 30-01-1974    | Verenigd Koninkrijk |                        |
| Max van Heeswijk      | 02-03-1973    | Nederland           |                        |
| George Hincapie       | 29-06-1973    | Verenigde Staten    |                        |
| Leif Hoste            | 17-07-1977    | België              |                        |
| Vjatsjeslav Jekimov   | 04-02-1966    | Rusland             |                        |
| Benoît Joachim        | 14-01-1976    | Luxemburg           |                        |
| Trent Lowe            | 08-10-1984    | Australië           | Jittery Joe's-Kalahari |
| Egoi Martínez         | 15-05-1978    | Spanje              | Euskaltel-Euskadi      |
| Jason McCartney       | 03-09-1973    | Verenigde Staten    |                        |
| Gennadi Michajlov     | 08-02-1974    | Rusland             |                        |
| Benjamín Noval        | 23-01-1979    | Spanje              |                        |
| Pavel Padrnos         | 17-12-1970    | Tsjechië            |                        |
| Jaroslav Popovytsj    | 04-01-1980    | Oekraïne            |                        |
| José Luis Rubiera     | 27-01-1973    | Spanje              |                        |
| Paolo Savoldelli      | 07-05-1973    | Italië              |                        |
| Jurgen Van den Broeck | 01-02-1983    | België              |                        |
| Jurgen Van Goolen     | 28-11-1980    | België              | Quick·Step-Innergetic  |

## Overwinningen
Ronde van Californië
2e etappe: George Hincapie
5e etappe: George Hincapie
Ronde van Castilië en León
2e etappe: Jaroslav Popovytsj
Driedaagse van De Panne
1e etappe: Leif Hoste
4e etappe: Leif Hoste
Eindklassement: Leif Hoste
Ronde van Georgia
2e etappe: Jaroslav Popovytsj
5e etappe: Tom Danielson
Ronde van Romandië
Proloog: Paolo Savoldelli
Ronde van Italië
1e etappe: Paolo Savoldelli
Ronde van België
3e etappe: Stijn Devolder
Ronde van Oostenrijk
Tom Danielson
Ronde van Frankrijk
12e etappe: Jaroslav Popovytsj
Ronde van Saksen
Vladimir Goesev
Ronde van Duitsland
Proloog: Vladimir Goesev
Eneco Tour
4e etappe: George Hincapie
Nationale kampioenschappen
Japan (tijdrit): Fumiyuki Beppu
Japan (wegwedstrijd): Fumiyuki Beppu
Luxemburg (tijdrit): Benoît Joachim
België (tijdrit): Leif Hoste
Verenigde Staten (wegwedstrijd): George Hincapie
Omloop Mandel-Leie-Schelde
Leif Hoste
Ronde van Groot-Brittannië
2e etappe: Roger Hammond
Ronde van Polen
1e etappe: Max van Heeswijk
Ronde van Spanje
11e etappe: Egoi Martínez
17e etappe: Tom Danielson

## Teams

### Ronde van de Algarve
15 februari–19 februari
- 11.  José Azevedo
- 12.  Volodymyr Bileka
- 13.  Trent Lowe
- 14.  Jurgen Van den Broeck
- 15.  Benjamín Noval
- 16.  Pavel Padrnos
- 17.  José Luis Rubiera
- 18.  Jurgen Van Goolen

### Ronde van Californië
19 februari–26 februari
- 51.  Paolo Savoldelli
- 52.  Michael Barry
- 53.  Janez Brajkovič
- 54.  Thomas Danielson
- 55.  Vjatsjeslav Jekimov
- 56.  Vladimir Goesev
- 57.  George Hincapie
- 58.  Jason McCartney

### Ronde van het Baskenland
3 april–8 april
- 81.  José Azevedo
- 82.  Jason McCartney
- 83.  Manuel Beltrán
- 84.  Janez Brajkovič
- 85.  Egoi Martínez
- 86.  Jurgen Van den Broeck
- 87.  Benjamín Noval
- 88.  José Luis Rubiera

### Ronde van Romandië
25 april–30 april
- 41.  Paolo Savoldelli
- 42.  Jurgen Van den Broeck
- 43.  Fumiyuki Beppu
- 44.  Roger Hammond
- 45.  Leif Hoste
- 46.  Benoît Joachim
- 47.  Gennadi Michajlov
- 48.  Pavel Padrnos

### Critérium du Dauphiné Libéré
4 juni–11 juni
- 31.  Jaroslav Popovytsj
- 32.  José Azevedo
- 33.  Michael Barry
- 34.  Stijn Devolder
- 35.  Vladimir Goesev
- 36.  George Hincapie
- 37.  Egoi Martínez
- 38.  Benjamín Noval

### Ronde van Oostenrijk
3 juli–9 juli
- 41. —
- 42.  Volodymyr Bileka
- 43.  Janez Brajkovič
- 44.  Tom Danielson
- 45. —
- 46.  Roger Hammond
- 47.  Benoît Joachim
- 48.  Jurgen Van Goolen

1992 · 1993 · 1994 · 1995 · 1996 · 1997 · 1998 · 1999 · 2000 · 2001 · 2002 · 2003 · 2004 · 2005 · 2006 · 2007
Ag2r Prévoyance · Bouygues Télécom · Cofidis, Le Crédit par Téléphone · Crédit Agricole · Team CSC · Davitamon-Lotto · Discovery Channel Pro Cycling Team · Euskaltel-Euskadi · La Française des Jeux · Team Gerolsteiner · Illes Balears-Caisse D'Espargne · Lampre-Fondital · Astana · Liquigas - Bianchi · Phonak Hearing Systems · Quick Step-Innergetic · Rabobank · Saunier Duval-Prodir · Team Milram · T-Mobile Team